# Suryoyo Sat
Suryoyo Sat (reichsaramäisch ܣܘܪܝܝܐ ܣܬ) ist ein aramäischer Fernsehsender. Der Sender strahlt in mehr als 80 Ländern aus.
Laut der Satzung des AMD handelt es sich bei Suryoyo Sat um keinen privaten Sender. Er wird transparent und offen von eingetragenen aramäischen Organisationen oder Nichtregierungsorganisationen wie dem Weltverband der Aramäer (Syrer) organisiert.
Suryoyo Sat ist ein aramäischer Sender, der von in Europa lebenden, aufgewachsenen oder geborenen Aramäern organisiert und geleitet wird. Er wird nach europäischem Recht und europäischen Standards betrieben. Suryoyo Sat widmet sich der Europäischen Integration und der Verständigung zwischen den Völkern.
Das Programm von Suryoyo Sat wird hauptsächlich auf Turoyo Neo-Aramäisch und in geringerem Maße auf Englisch, Arabisch, Deutsch und Schwedisch ausgestrahlt.